# Naftikós Ómilos Patras
Naftikós Ómilos Patras (grč.: Ναυτικός Όμιλος Πατρών ) je grčki vaterpolski klub iz grada Patrasa.
Klupske su boje plava i bijela.

## Povijest
Klub je utemeljen 1929. godine. 

## Uspjesi
Grčka vaterpolska prvenstva:
- 8 puta prvaci: 1935., 1937., 1938., 1939., 1940., 1945., 1946., 1950.

Grčki vaterpolski kup:
- 1 put osvajači: 1995.
- 6 puta finalisti: 1958., 1992., 1996., 1997., 1998., 2005.

Kup LEN:
- 1 put finalisti: 1999.